# Pierre Bouguer
Pierre Bouguer, född 16 februari 1698 i Le Croisic, död 15 augusti 1758, var en fransk matematiker och fysiker. 
Trots begränsad erfarenhet från sjöfart, skrev han ett verk om skeppsbyggeri som var så revolutionerande att Bouguer anses vara den förste verklige vetenskapsmannen inom skeppsbyggnaden. Det verket heter "Traité de Navire, de sa construction et de ses mouvements" (1746).
Bouguer sändes 1735 jämte Godin, Condamine och Jussieu till Peru för att uppmäta en meridian-grad, under det samtidigt Maupertuis, Clairault, Camus och Lemonnier begav sig till finska Lappland i samma syfte. De senare fullgjorde sin uppgift på 15 månader, men Bouguer och hans kamrater använde, under stora mödor och faror, 7 år på sin. 
Hans viktigaste upptäckter och undersökningar rörde sig kring frågan om metallers utvidgning och sammandragning genom värme och köld, vidare kring lagarna för strålars brytning och för luftens täthet vid olika höjdförhållanden. Genom Essai optique sur la gradation de la lumière (1729) grundlade han fotometrin. Bouguer är även uppfinnare av heliometern (1748).

## Utmärkelser
Asteroiden 8190 Bouguer är uppkallad efter honom.